# 월터 브로이닝
월터 브로이닝(Walter Breuning, 1896년 9월 21일 ~ 2011년 4월 14일)은 미국의 슈퍼센티네리언으로 114년 205일을 살았으며, 사망 당시 세계에서 가장 나이 많은 사람이자 크리스티안 모르텐센과 에밀리아노 메르카도 델 토로의 뒤를 이어 세 번째로 오래 산 것으로 확인된 사람이었다. 2024년 기준 그는 다섯 번째로 나이가 많은 남성이다. 그는 미국 태생의 남성 중 최고령이다.